# 2103-as mellékút (Magyarország)
A 2103-as számú mellékút egy négy számjegyű mellékút az észak-pesti agglomerációban; Pest vármegyei településeket köt össze, átszelve a Gödöllői-dombságot is.

## Nyomvonala
A 2102-es útból ágazik ki, annak a 18+400-as kilométerszelvénye közelében, Csomád belterületén, észak felé. Körülbelül 600 méter megtétele után ágazik ki belőle északnyugat felé a 21 108-as számú mellékút, a település főutcája. Nem sokkal 1 kilométer megtétele után Őrbottyán területére ér; kevéssel negyedik kilométere után keresztezi a Sződ–Rákos-patakot, majd a 4+600-as kilométerszelvénye közelében eléri a település központját, ahol körforgalommal keresztezi a 2104-es utat; utóbbi itt néhány méterrel jár a 14. kilométere után.
Hatodik kilométere után ágazik ki belőle dél felé az őrbottyáni vasútállomáshoz vezető, rövid 21 316-os számú mellékút, majd az út keresztezi a vácrátóti vasutat. Hetedik kilométere közelében átszeli a Bara-patakot, majd mintegy 7,5 kilométer megtétele után eléri Vácbottyán településrész központját. A 2105-ös útba torkollva ér véget, annak a 6+700-as kilométerszelvénye közelében, Váchartyán, Kisnémedi és Őrbottyán hármashatára közelében, de őrbottyáni területen; teljes hossza 9,352 kilométer.